# Улица Максима Загривного
Улица Максима Загривного (укр. Вулиця Максима Загривного) — улица в Новозаводском районе города Чернигова. Пролегает от проспекта Мира до улицы Евгена Онацкого (ранее 2-й переулок Пархоменко).
Примыкают улицы Степана Разина, Каштановая, Владимира Глинского (ранее 1-й переулок Пархоменко).
По названию улицы именуется остановка общественного транспорта, расположенная по проспекту Мира.

## История
Улица начала застраиваться в 1956 году поблизости к заводу «Октябрьский молот».
В 1956 году новая улица получила название улица Пархоменко — в честь революционера, участника Гражданской войны в России 1917—1922 годов Александра Яковлевича Пархоменко. По названию улицы получили названия два переулка: 1-й переулок Пархоменко и 2-й переулок Пархоменко.
После вхождения в черту города Чернигова села Коты в декабре 1973 года, появилась ещё одна улица Пархоменко, которая в апреле 1974 года была переименована на улицу Шевцовой.
12 февраля 2016 года улица получила современное название в честь украинского поэта, военного и политического (участник I сбора ОУН) деятеля Максима Загривного, согласно Распоряжению городского главы В. А. Атрошенко Черниговского городского совета № 46-р «Про переименование улиц и переулков города» («Про перейменування вулиць та провулків міста»). С переименованием улицы получили новые названия переулки, преобразованные в улицы — Владимира Глинского и Евгена Онацкого.

## Застройка
Парная и непарная стороны улицы заняты усадебной застройкой. Только начало улицы непарная сторона занята многоэтажной жилой застройкой (три 5-этажных дома, один 2-этажный дом), парная сторона — малоэтажной жилой застройкой (один 2-этажный дом). Также в конце улицы есть один 3-этажный дом (№ 74А).
Учреждения: нет. 